# Pig (pel·lícula del 1998)
Pig és un curtmetratge experimental de terror psicològic del 1998 dirigit pel cineasta underground Nico B. i codirigit pel pioner del rock mortal Rozz Williams. La pel·lícula és protagonitzada per Rozz Williams i James Hollan i va ser produïda per Nico B. Va ser distribuït per l'empresa CAV Distribuint al sud de San Francisco i produït pels estudis Open Eye Productions i Cult Epics. Aquest últim, del qual Nico B. és el fundador i propietari. Corrent uns 23 minuts, Pig és una pel·lícula desconeguda, molt estilitzada i minimalista, que representa un assassí en sèrie (Williams) viatjant a una casa abandonada a la Vall de la Mort on procedeix a assassinar ritualment a un home no identificat (Hollan). La pel·lícula detalla la seva relació no parlada a través del sadomasoquisme i el simbolisme.

## Argument
Pig s'obre amb una escena de l'assassí vestit de negre que es prepara per sortir d'una petita casa. L'individu col·loca diversos articles en un breu estoig, apareixent entre ells un joc de cartes, un quadern i una còpia de la novel·la infantil Mr. Pig and Sonny Too, una publicació real escrita el 1977 per l'autora nord-americana Lillian Hoban.
L'individu tanca el maletí, dret i girant-se per revelar a la càmera el cos mig sagnat i mig nu d'un altre home estirat a terra. L'home viu deixa de banda el cadàver del mort i continua baixant, col·locant les seves pertinences en un cotxe negre i allunyant-se per una carretera deserta. El conductor continua pel desert estès amb línies elèctriques que voregen el costat de la pista de terra. El seu vehicle passa per un aflorament de roques amb una inscripció pintada a la cara. Tot i que potser és inintel·ligible, sembla que es pot llegir com "ELLE" o "ELLIE". Un altre rètol apareix immediatament després, escrit en negre, que diu Dead Man's Point, tot i que és gairebé il·legible.
La pel·lícula recorre a un altre individu, l'home no identificat (Hollan), emmascarat amb unes vendes blanques que li cobreixen el cap. Vaga pel desert fins a arribar a un pal de telèfon i seure, amb les cames creuades.
El cotxe del conductor s'acosta al costat de la carretera i la figura emmascarada entra pel costat del passatger. Els dos condueixen per un altre camí i s'aturen en una petita casa. En sortir del vehicle, la pel·lícula continua amb un tret del conductor / assassí que condueix la figura emmascarada mitjançant una corda que li lliga els canells mentre duia el maletí. Es mostra que la porta deteriorada de la casa té el número "1334" en petits ossos a la part superior, adornat amb dominó, un crucifix, cinta de precaució, un guant, un ganivet i diverses fotografies dels braços i el cap d'algú lligat.
A mesura que la càmera s'acosta al marc de la porta, l'escena es talla als braços de l'home emmascarat victimista lligat amb cinta adhesiva de gasa i, finalment, a la part inferior de la porta s'obre una caixa de dòmino per revelar un forat de la clau. A través del forat de la clau es pot veure una màscara de porc enganxant a través d'una paret trencada. Es revela que l'assassí porta la màscara i camina per la casa.
L'escena torna a tallar-se a un passadís de la casa; la paraula "Mira" és gràfica al llarg de la paret on l'home emmascarat està lligat als canells a una corda connectada al sostre. La càmera gira per l’habitació abans de tornar a mostrar els dos homes a fora, aquesta vegada la víctima emmascarada és conduïda per la seva corda a un celler. Allà, el victimari buida tot el seu breu estoig, entre les seves coses, una baralla de cartes pornogràfiques, una gran clau de metall, una perruca, un dau negre amb una causarà gravada a un costat, una màscara de servitud, guants, una cadena, un ganivet i altres coberts variats, unes estovalles, unes alicates, papers, almenys dues tisores, un embut de plàstic amb un tub d’alimentació i (potser el més important) un llibre titulat Per què Déu permet el mal, entre altres articles. El capturador posa la mà sobre el cap de la víctima, un cop més lligada al sostre, i treu part de la màscara de l'embenat dels ulls, deixant al descobert la seva mirada llançadora i el sentit de la por. A continuació es pot veure una col·lecció d’alicates, ganivets, tisores, xeringues i altres instruments del maletí.
A la següent escena, l'assassí passa les pàgines de Per què Déu permet el mal, revelant estrany art gràfic i cites religioses. A continuació, la càmera talla a la víctima, amb el cap encara de gasa, amb el tub d'alimentació a la boca. L'assassí aboca el que sembla sang a través de l'embut, a la boca de la víctima, provocant que s'amaga i s'ofegui, escopint-la al tors nu.